# Cienfuegosia rosei
Cienfuegosia rosei är en malvaväxtart som beskrevs av Paul Arnold Fryxell. Cienfuegosia rosei ingår i släktet Cienfuegosia och familjen malvaväxter. Inga underarter finns listade i Catalogue of Life.